# Ферзь против лёгкой фигуры
Ферзь против лёгкой фигуры — элементарное окончание, в котором ферзь (без пешек или с ними) намного превосходит по силе лёгкую фигуру. В теории, однако, известен ряд позиций, где благодаря возможности построить крепость (см. Позиционная ничья) или блокировать короля соперника слабейшая сторона достигает ничьей.

## Ферзь против слона
В окончании ферзь против слона победа достигается оттеснением короля противника на край доски и образованием матовой сети. Слон не может оказать никакой поддержки королю.
|   | a                                                                    | b                                                                    | c                                                                    | d                                                                    | e                                                                    | f                                                                    | g                                                                    | h                                                                    |   |
| - | -------------------------------------------------------------------- | -------------------------------------------------------------------- | -------------------------------------------------------------------- | -------------------------------------------------------------------- | -------------------------------------------------------------------- | -------------------------------------------------------------------- | -------------------------------------------------------------------- | -------------------------------------------------------------------- | - |
| 8 | d5 чёрный слон · e5 чёрный король · d3 белый ферзь · e3 белый король | d5 чёрный слон · e5 чёрный король · d3 белый ферзь · e3 белый король | d5 чёрный слон · e5 чёрный король · d3 белый ферзь · e3 белый король | d5 чёрный слон · e5 чёрный король · d3 белый ферзь · e3 белый король | d5 чёрный слон · e5 чёрный король · d3 белый ферзь · e3 белый король | d5 чёрный слон · e5 чёрный король · d3 белый ферзь · e3 белый король | d5 чёрный слон · e5 чёрный король · d3 белый ферзь · e3 белый король | d5 чёрный слон · e5 чёрный король · d3 белый ферзь · e3 белый король | 8 |
| 7 | d5 чёрный слон · e5 чёрный король · d3 белый ферзь · e3 белый король | d5 чёрный слон · e5 чёрный король · d3 белый ферзь · e3 белый король | d5 чёрный слон · e5 чёрный король · d3 белый ферзь · e3 белый король | d5 чёрный слон · e5 чёрный король · d3 белый ферзь · e3 белый король | d5 чёрный слон · e5 чёрный король · d3 белый ферзь · e3 белый король | d5 чёрный слон · e5 чёрный король · d3 белый ферзь · e3 белый король | d5 чёрный слон · e5 чёрный король · d3 белый ферзь · e3 белый король | d5 чёрный слон · e5 чёрный король · d3 белый ферзь · e3 белый король | 7 |
| 6 | d5 чёрный слон · e5 чёрный король · d3 белый ферзь · e3 белый король | d5 чёрный слон · e5 чёрный король · d3 белый ферзь · e3 белый король | d5 чёрный слон · e5 чёрный король · d3 белый ферзь · e3 белый король | d5 чёрный слон · e5 чёрный король · d3 белый ферзь · e3 белый король | d5 чёрный слон · e5 чёрный король · d3 белый ферзь · e3 белый король | d5 чёрный слон · e5 чёрный король · d3 белый ферзь · e3 белый король | d5 чёрный слон · e5 чёрный король · d3 белый ферзь · e3 белый король | d5 чёрный слон · e5 чёрный король · d3 белый ферзь · e3 белый король | 6 |
| 5 | d5 чёрный слон · e5 чёрный король · d3 белый ферзь · e3 белый король | d5 чёрный слон · e5 чёрный король · d3 белый ферзь · e3 белый король | d5 чёрный слон · e5 чёрный король · d3 белый ферзь · e3 белый король | d5 чёрный слон · e5 чёрный король · d3 белый ферзь · e3 белый король | d5 чёрный слон · e5 чёрный король · d3 белый ферзь · e3 белый король | d5 чёрный слон · e5 чёрный король · d3 белый ферзь · e3 белый король | d5 чёрный слон · e5 чёрный король · d3 белый ферзь · e3 белый король | d5 чёрный слон · e5 чёрный король · d3 белый ферзь · e3 белый король | 5 |
| 4 | d5 чёрный слон · e5 чёрный король · d3 белый ферзь · e3 белый король | d5 чёрный слон · e5 чёрный король · d3 белый ферзь · e3 белый король | d5 чёрный слон · e5 чёрный король · d3 белый ферзь · e3 белый король | d5 чёрный слон · e5 чёрный король · d3 белый ферзь · e3 белый король | d5 чёрный слон · e5 чёрный король · d3 белый ферзь · e3 белый король | d5 чёрный слон · e5 чёрный король · d3 белый ферзь · e3 белый король | d5 чёрный слон · e5 чёрный король · d3 белый ферзь · e3 белый король | d5 чёрный слон · e5 чёрный король · d3 белый ферзь · e3 белый король | 4 |
| 3 | d5 чёрный слон · e5 чёрный король · d3 белый ферзь · e3 белый король | d5 чёрный слон · e5 чёрный король · d3 белый ферзь · e3 белый король | d5 чёрный слон · e5 чёрный король · d3 белый ферзь · e3 белый король | d5 чёрный слон · e5 чёрный король · d3 белый ферзь · e3 белый король | d5 чёрный слон · e5 чёрный король · d3 белый ферзь · e3 белый король | d5 чёрный слон · e5 чёрный король · d3 белый ферзь · e3 белый король | d5 чёрный слон · e5 чёрный король · d3 белый ферзь · e3 белый король | d5 чёрный слон · e5 чёрный король · d3 белый ферзь · e3 белый король | 3 |
| 2 | d5 чёрный слон · e5 чёрный король · d3 белый ферзь · e3 белый король | d5 чёрный слон · e5 чёрный король · d3 белый ферзь · e3 белый король | d5 чёрный слон · e5 чёрный король · d3 белый ферзь · e3 белый король | d5 чёрный слон · e5 чёрный король · d3 белый ферзь · e3 белый король | d5 чёрный слон · e5 чёрный король · d3 белый ферзь · e3 белый король | d5 чёрный слон · e5 чёрный король · d3 белый ферзь · e3 белый король | d5 чёрный слон · e5 чёрный король · d3 белый ферзь · e3 белый король | d5 чёрный слон · e5 чёрный король · d3 белый ферзь · e3 белый король | 2 |
| 1 | d5 чёрный слон · e5 чёрный король · d3 белый ферзь · e3 белый король | d5 чёрный слон · e5 чёрный король · d3 белый ферзь · e3 белый король | d5 чёрный слон · e5 чёрный король · d3 белый ферзь · e3 белый король | d5 чёрный слон · e5 чёрный король · d3 белый ферзь · e3 белый король | d5 чёрный слон · e5 чёрный король · d3 белый ферзь · e3 белый король | d5 чёрный слон · e5 чёрный король · d3 белый ферзь · e3 белый король | d5 чёрный слон · e5 чёрный король · d3 белый ферзь · e3 белый король | d5 чёрный слон · e5 чёрный король · d3 белый ферзь · e3 белый король | 1 |
|   | a                                                                    | b                                                                    | c                                                                    | d                                                                    | e                                                                    | f                                                                    | g                                                                    | h                                                                    |   |

Пример 1: 1.Фb5 Крd6 2.Крd4 Сe6 3.Фb6+ Крe7 4.Крe5 Сf7 5.Фd6+ Крe8 6.Крf6 и 7.Фe7#
Матование здесь осуществляется так же просто, как и в окончании ферзь против одинокого короля. 

## Ферзь против коня
В окончании ферзь против коня сильнейшая сторона добивается победы, оттесняя короля противника на край доски и образуя матовую сеть. Конь не может помешать ни оттеснению короля, ни созданию матовых угроз. План выигрыша несложен.
|   | a                                                                    | b                                                                    | c                                                                    | d                                                                    | e                                                                    | f                                                                    | g                                                                    | h                                                                    |   |
| - | -------------------------------------------------------------------- | -------------------------------------------------------------------- | -------------------------------------------------------------------- | -------------------------------------------------------------------- | -------------------------------------------------------------------- | -------------------------------------------------------------------- | -------------------------------------------------------------------- | -------------------------------------------------------------------- | - |
| 8 | d6 чёрный конь · e6 чёрный король · a1 белый король · b1 белый ферзь | d6 чёрный конь · e6 чёрный король · a1 белый король · b1 белый ферзь | d6 чёрный конь · e6 чёрный король · a1 белый король · b1 белый ферзь | d6 чёрный конь · e6 чёрный король · a1 белый король · b1 белый ферзь | d6 чёрный конь · e6 чёрный король · a1 белый король · b1 белый ферзь | d6 чёрный конь · e6 чёрный король · a1 белый король · b1 белый ферзь | d6 чёрный конь · e6 чёрный король · a1 белый король · b1 белый ферзь | d6 чёрный конь · e6 чёрный король · a1 белый король · b1 белый ферзь | 8 |
| 7 | d6 чёрный конь · e6 чёрный король · a1 белый король · b1 белый ферзь | d6 чёрный конь · e6 чёрный король · a1 белый король · b1 белый ферзь | d6 чёрный конь · e6 чёрный король · a1 белый король · b1 белый ферзь | d6 чёрный конь · e6 чёрный король · a1 белый король · b1 белый ферзь | d6 чёрный конь · e6 чёрный король · a1 белый король · b1 белый ферзь | d6 чёрный конь · e6 чёрный король · a1 белый король · b1 белый ферзь | d6 чёрный конь · e6 чёрный король · a1 белый король · b1 белый ферзь | d6 чёрный конь · e6 чёрный король · a1 белый король · b1 белый ферзь | 7 |
| 6 | d6 чёрный конь · e6 чёрный король · a1 белый король · b1 белый ферзь | d6 чёрный конь · e6 чёрный король · a1 белый король · b1 белый ферзь | d6 чёрный конь · e6 чёрный король · a1 белый король · b1 белый ферзь | d6 чёрный конь · e6 чёрный король · a1 белый король · b1 белый ферзь | d6 чёрный конь · e6 чёрный король · a1 белый король · b1 белый ферзь | d6 чёрный конь · e6 чёрный король · a1 белый король · b1 белый ферзь | d6 чёрный конь · e6 чёрный король · a1 белый король · b1 белый ферзь | d6 чёрный конь · e6 чёрный король · a1 белый король · b1 белый ферзь | 6 |
| 5 | d6 чёрный конь · e6 чёрный король · a1 белый король · b1 белый ферзь | d6 чёрный конь · e6 чёрный король · a1 белый король · b1 белый ферзь | d6 чёрный конь · e6 чёрный король · a1 белый король · b1 белый ферзь | d6 чёрный конь · e6 чёрный король · a1 белый король · b1 белый ферзь | d6 чёрный конь · e6 чёрный король · a1 белый король · b1 белый ферзь | d6 чёрный конь · e6 чёрный король · a1 белый король · b1 белый ферзь | d6 чёрный конь · e6 чёрный король · a1 белый король · b1 белый ферзь | d6 чёрный конь · e6 чёрный король · a1 белый король · b1 белый ферзь | 5 |
| 4 | d6 чёрный конь · e6 чёрный король · a1 белый король · b1 белый ферзь | d6 чёрный конь · e6 чёрный король · a1 белый король · b1 белый ферзь | d6 чёрный конь · e6 чёрный король · a1 белый король · b1 белый ферзь | d6 чёрный конь · e6 чёрный король · a1 белый король · b1 белый ферзь | d6 чёрный конь · e6 чёрный король · a1 белый король · b1 белый ферзь | d6 чёрный конь · e6 чёрный король · a1 белый король · b1 белый ферзь | d6 чёрный конь · e6 чёрный король · a1 белый король · b1 белый ферзь | d6 чёрный конь · e6 чёрный король · a1 белый король · b1 белый ферзь | 4 |
| 3 | d6 чёрный конь · e6 чёрный король · a1 белый король · b1 белый ферзь | d6 чёрный конь · e6 чёрный король · a1 белый король · b1 белый ферзь | d6 чёрный конь · e6 чёрный король · a1 белый король · b1 белый ферзь | d6 чёрный конь · e6 чёрный король · a1 белый король · b1 белый ферзь | d6 чёрный конь · e6 чёрный король · a1 белый король · b1 белый ферзь | d6 чёрный конь · e6 чёрный король · a1 белый король · b1 белый ферзь | d6 чёрный конь · e6 чёрный король · a1 белый король · b1 белый ферзь | d6 чёрный конь · e6 чёрный король · a1 белый король · b1 белый ферзь | 3 |
| 2 | d6 чёрный конь · e6 чёрный король · a1 белый король · b1 белый ферзь | d6 чёрный конь · e6 чёрный король · a1 белый король · b1 белый ферзь | d6 чёрный конь · e6 чёрный король · a1 белый король · b1 белый ферзь | d6 чёрный конь · e6 чёрный король · a1 белый король · b1 белый ферзь | d6 чёрный конь · e6 чёрный король · a1 белый король · b1 белый ферзь | d6 чёрный конь · e6 чёрный король · a1 белый король · b1 белый ферзь | d6 чёрный конь · e6 чёрный король · a1 белый король · b1 белый ферзь | d6 чёрный конь · e6 чёрный король · a1 белый король · b1 белый ферзь | 2 |
| 1 | d6 чёрный конь · e6 чёрный король · a1 белый король · b1 белый ферзь | d6 чёрный конь · e6 чёрный король · a1 белый король · b1 белый ферзь | d6 чёрный конь · e6 чёрный король · a1 белый король · b1 белый ферзь | d6 чёрный конь · e6 чёрный король · a1 белый король · b1 белый ферзь | d6 чёрный конь · e6 чёрный король · a1 белый король · b1 белый ферзь | d6 чёрный конь · e6 чёрный король · a1 белый король · b1 белый ферзь | d6 чёрный конь · e6 чёрный король · a1 белый король · b1 белый ферзь | d6 чёрный конь · e6 чёрный король · a1 белый король · b1 белый ферзь | 1 |
|   | a                                                                    | b                                                                    | c                                                                    | d                                                                    | e                                                                    | f                                                                    | g                                                                    | h                                                                    |   |

Пример 2: 1.Kpb2 Kpd5 2.Крс3 Ke4+ 3.Kpd3 Кс5+ 4.Кре3 Ке6. Конь должен держаться около короля, в противном случае белые его оттеснят и выиграют. 5.Фf5+ Kpd6 6.Кре4 Кс5+ 7.Kpd4 Ке6+ 8.Крс4 Кс7 9.Фс5+ Kpd7 10.Фb6! Ке6 11.Kpd5 Кс7+ 12.Кре5 Ке8 13.Фе6+ Kpd8 14.Фf7 Кс7 15.Kpd6 Кb5+ 16.Крс5, и черные могут лишь отсрочить мат, пожертвовав коня.

## Практическая игра
Следует отметить, что при просрочке времени стороной, имеющей ферзя, следует засчитывать ничью (а не выигрыш слабейшей стороне по просрочке), по причине того, что король и легкая фигура не могут объявить кооперативный мат королю и ферзю, а отдача ферзя приведет к очевидной ничьей.